# 京口元吉
京口 元吉（きょうぐち もときち、1897年（明治30年）2月28日 - 1967年（昭和42年）9月3日）は、日本の日本史学者。

## 人物・来歴
兵庫県姫路市出身。朝鮮で小学校教師ののち早稲田高等学院卒。1926年早稲田大学文学部史学科卒。学生時代は尾崎一雄らと同人誌をやっていた。1929年早大附属高等学院講師、1933年教授、1940年早稲田大学文学部助教授。この間明治文化研究会で活動。
警視庁から「反軍国的なマルキスト」「自由主義的」であると問題視され、1941年3月11日付で大学を引責辞職する。1946年2月1日付で文学部講師として復職する。同年5月から助教授となる。1947年教授、1967年定年退職。日本近世史を中心に西洋史なども幅広く研究、著述をおこなった。
1967年9月3日、糖尿病のため死去、享年70歳。

## 著書

### 単著
- 『日本史概説講義案』 上巻、広文堂書店、1929年5月。全国書誌番号:44019020。
- 『日本史概説講義案』 下巻、広文堂書店、1930年2月。全国書誌番号:44002207。
  - 『日本史概説講義案』広文堂書店、1930年5月。 NCID BA76248073。全国書誌番号:47014218。
- 『日本史概説』広文堂書店、1931年5月。 NCID BN04876276。全国書誌番号:47014308。
- 『西洋史概説』広文堂書店、1931年5月。 NCID BA71816306。全国書誌番号:47004465。
- 『東京時代守成期』早稲田大学出版部〈国民の日本史 14〉、1932年10月。 NCID BN13518696。全国書誌番号:46088054。
- 『概観日本史要』 第1分冊、広文堂書店、1933年5月。 NCID BB12814065。全国書誌番号:46085670。
- 『日本近世史要』広文堂書店、1935年5月。 NCID BA35028101。全国書誌番号:47014469。
- 『秀吉の朝鮮経略』白揚社〈日本歴史文庫〉、1939年12月。 NCID BA41471293。全国書誌番号:46069613 全国書誌番号:53009701。
- 『大正政変前後』白揚社〈近代日本歴史講座 7〉、1940年7月。 NCID BN05622273。全国書誌番号:46050651 全国書誌番号:53014516。
- 『田口卯吉の日本開化小史』日本放送出版協会〈ラジオ新書 46〉、1941年5月。 NCID BN06006548。全国書誌番号:46004326 全国書誌番号:54006472。
- 『日本外交史話』朝日新聞社〈朝日新選書 8〉、1943年4月。 NCID BN08448999。全国書誌番号:46009258 全国書誌番号:61006773。
- 『やさしい日本歴史』労働文化社、1948年。全国書誌番号:48011591。
- 『大学入試 一般社会時事問題の完成8週間』山海堂〈完成8週間叢書 10〉、1950年11月。 NCID BB16951476。
  - 『大学入試 一般社会時事問題の完成8週間』（新訂増補版）山海堂〈完成8週間叢書 10〉、1951年11月。 NCID BA7194280X。全国書誌番号:20822133。
  - 『大学入試 一般社会時事問題の完成8週間』（3訂増補版）山海堂〈完成8週間叢書 13〉、1952年。 NCID BA67242994。全国書誌番号:20820144。
  - 『大学入試 一般社会時事問題の完成8週間』（増補版）山海堂〈完成8週間叢書 13〉、1953年。全国書誌番号:53006221。
- 『日本史の基礎』旺文社〈高校基礎シリーズ〉、1955年。全国書誌番号:20816753。
  - 『日本史の基礎』（改訂版）旺文社〈高校基礎シリーズ〉、1960年。 NCID BA87973700。全国書誌番号:20816752。
- 『日本文化史』学燈社〈学燈文庫〉、1957年。 NCID BB15600115。全国書誌番号:20816750。
- 『高田早苗伝』早稲田大学出版部、1962年10月。 NCID BN06364606。全国書誌番号:63007514。

### 訳著
- オットオ・ブラウン『歴史哲学概論』至上社、1924年6月。 NCID BN04723730。全国書誌番号:43046541 全国書誌番号:60008535。

### 共著
- 京口元吉、松下芳男、今里勝雄共著『第一次世界大戦前後』鈴木安蔵編、白揚社、1944年4月。 NCID BN01717152。全国書誌番号:57011282。
- 松下正寿、武藤光朗、京口元吉、野田博人、杉木喬共著『日本民主主義の諸問題』日本外政協会、1946年5月。 NCID BN05107914。全国書誌番号:20098013。

### 校訂
- 大隈重信述、円城寺清『大隈伯昔日譚 明治史資料』京口元吉校訂、冨山房〈冨山房百科文庫 51〉、1938年11月。 NCID BN03225818。全国書誌番号:46071390。
- 中山太郎『売笑三千年史』京口元吉校訂（改訂増補版）、日文社、1956年2月。 NCID BN0723154X。全国書誌番号:56007146。

## 論文
- 「二宮尊徳の報徳仕法――世界最古の農村協同組合運動」『協同主義』第19号、協同主義協会、1948年11月、30-38頁、NAID 40000739013。
- 「徳川幕藩体制の一考察」『史観』第36号、早稲田大学史学会、1951年11月、35-52頁、NAID 40001518462。
- 「近代日本における政治と文学の交流――大正文学の背景（素描）」『人文科学研究』第11号、早稲田大学人文科学研究所、1952年5月、45-72頁、NAID 40001947104。
- 「織田信長の安土城」『史観』第38号、早稲田大学史学会、1952年10月、42-58頁、NAID 40001518476。
- 「歴史教育と神話伝説」『日本及日本人』第5巻第4号、日本及日本人社、1954年4月、11-21頁、NAID 40002831795。
- 「撰銭と撰銭令」『日本歴史』第73号、吉川弘文館、1954年6月、2-11頁、NAID 40003069280。
- 「神話と歴史教育について」『日本及日本人』第5巻第8号、日本及日本人社、1954年8月、84-91頁、NAID 40002832087。
- 「タウンセンド・ハリス」『史観』第43・44号、早稲田大学史学会、1955年3月、NAID 40001517897。
- 「朝河貫一博士と入来文書」『史観』第46号、早稲田大学史学会、1956年3月、1-25頁、NAID 40001517913。
- 「日本書紀にみえる祥瑞思想」『史観』第54・55号、早稲田大学史学会、1959年3月、152-168頁。
- 「頌寿・献呈の辞」『史観』第57・58号、早稲田大学史学会、1960年3月。
- 「岩瀬肥後守忠震とその手記」『史観』第62号、早稲田大学史学会、1961年7月、1-46頁、NAID 40001517973。
- 「後宮における男女の交渉」『國文學』第8巻第6号、学燈社、1963年5月、54-62頁、NAID 40001345258。
- 「佐伯好郎博士を悼む」『史観』第72号、早稲田大学史学会、1965年9月、98頁。